# Yenilik
Yenilik è un comune dell'Azerbaigian situato nel  distretto di Ağsu. 